# Хроніка Перу
«Хроніка Перу» або «Перуанська хроніка» (ісп. Parte Primera de la Cronica del Peru) — фундаментальний твір з історії та географії Південної Америки XVI століття. Автор книги — іспанський історик Педро де Сьєса де Леон. Книга складається з чотирьох частин (вісім томів), і становить приблизно 8000 аркушів розміру 13 × 16 дюймів. Вперше «Перша частина» була опублікована 15 березня 1553 року.
У книзі наведені описи великої кількості індіанських етносів та їх мов, у тому числі наведена доколумбова історія Америки. Відомості з Хроніки Перу стали найважливішим джерелом з історії Імперії інків для більшості пізніших істориків, які часто не вказували джерела, — особливо це відноситься до рукописів, опублікованих після смерті автора в 1554 році (Блас Валера, Хосе де Акоста, Інка Ґарсіласо де ла Веґа, Антоніо де Еррера). У книзі вперше повідомляється про геогліфи Наски і грандіозні споруди Тіуанако, про археологічні пам'ятки доінкського часу, розташованих в провінціях: Чиму, Гуамачуко, Чачапояс, Колья та ін; а також ряд міст: Куско, Учуй-Коско, Пачакамак, Іло, Пасто та багато інших.

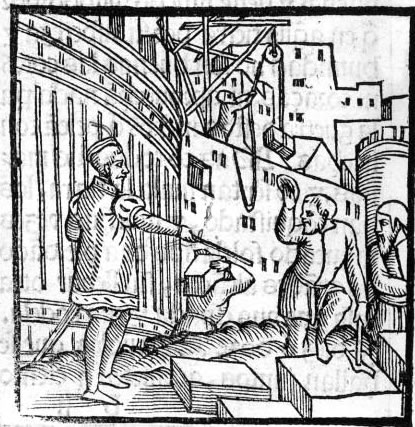
Заснування перших іспанських міст в Перу. Хроніка Перу, Глава VIII. 1553.

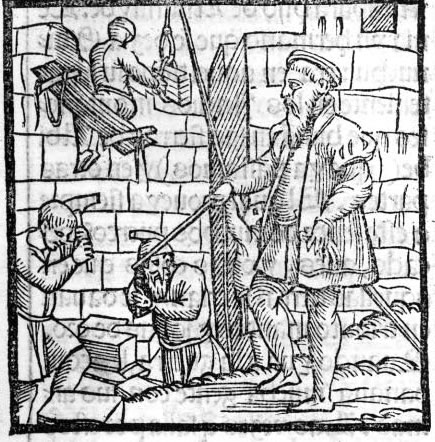
Будівництво фортечних мурів. Хроніка Перу, Глава XII. 1553.

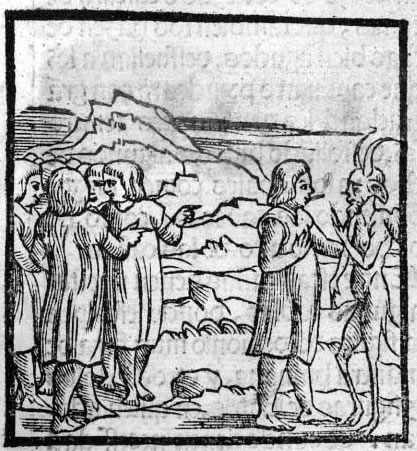
Спілкування індіанців з дияволом. Хроніка Перу, Глава XV.1553.

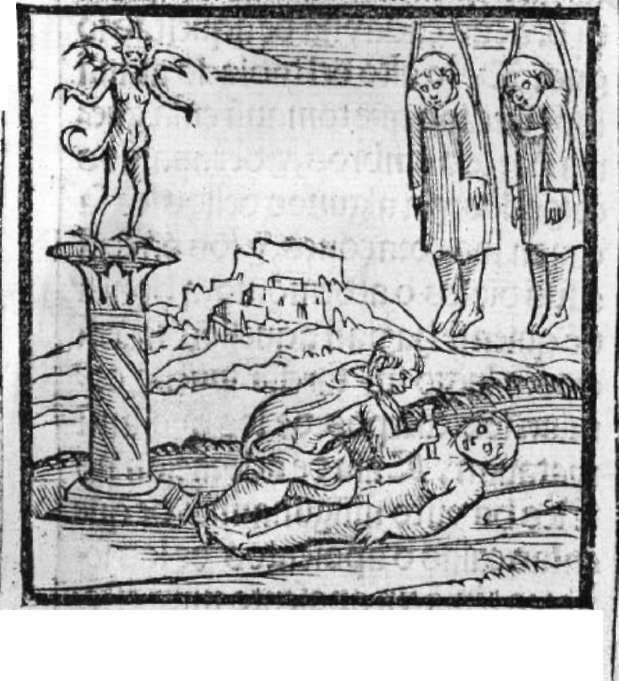
Людські жертвоприношення індіанців. Хроніка Перу, Глава XIX. 1553.

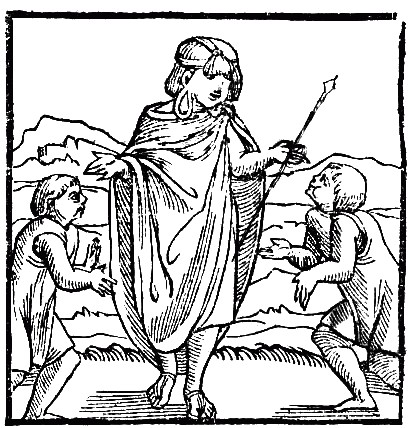
Перше європейське зображення Інків. Хроніка Перу, Глава XXXVIII. 1553.

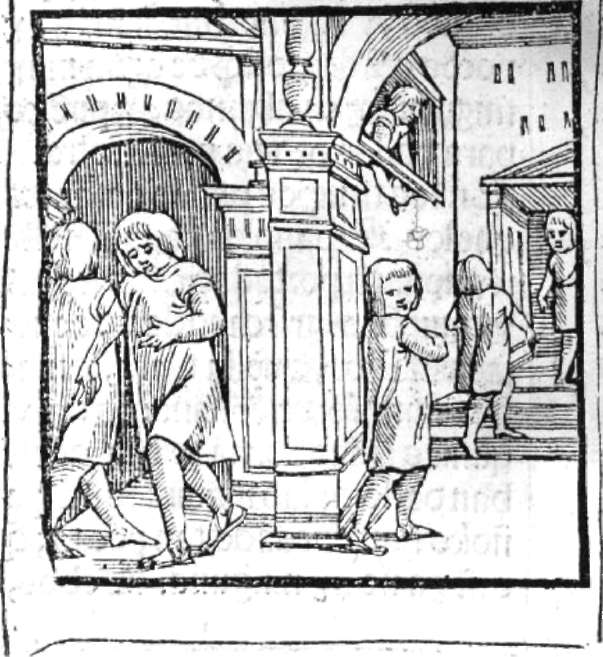
Життя індіанців. Хроніка Перу, Глава XLIV. 1553.

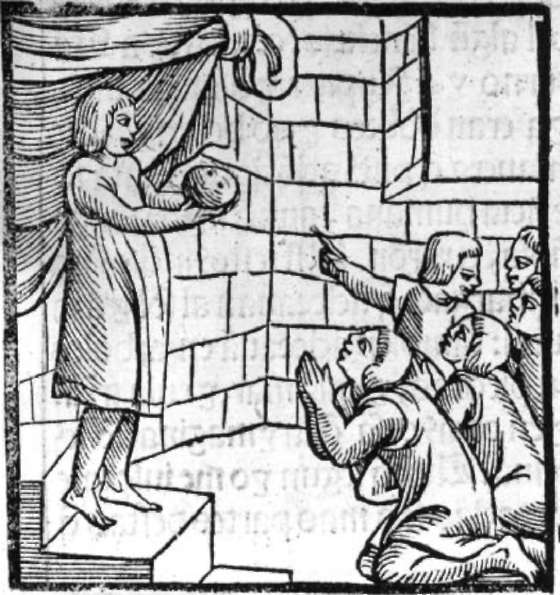
Поклоніння індіанців великому Смарагду. Хроніка Перу, Глава L. 1553.

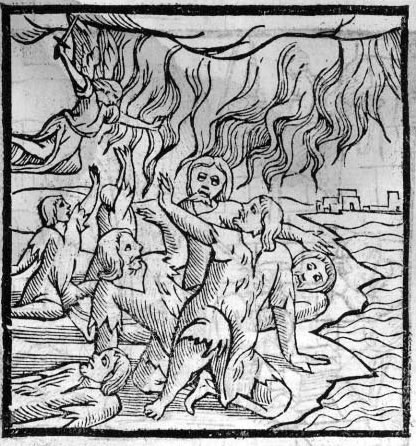
Небесна кара, що впала вогнем на індіанців. Хроніка Перу, Глава LII. 1553.

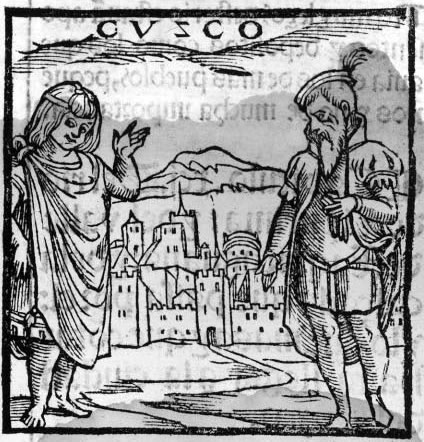
Місто Куско. Хроніка Перу, Глава XCII. 1553.

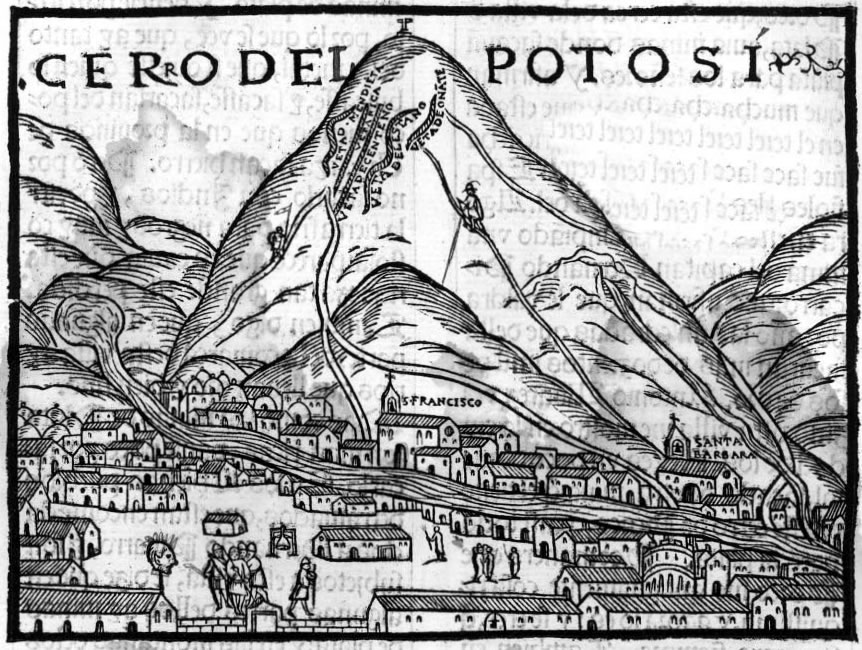
Панорама міста і срібних копалень в Потосі. Хроніка Перу, Глава CIX. 1553.

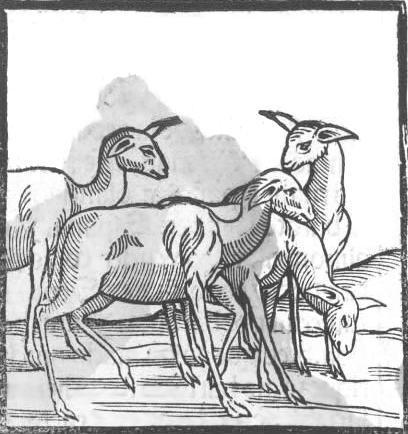
Перше в Європі зображення південноамериканських верблюжих.

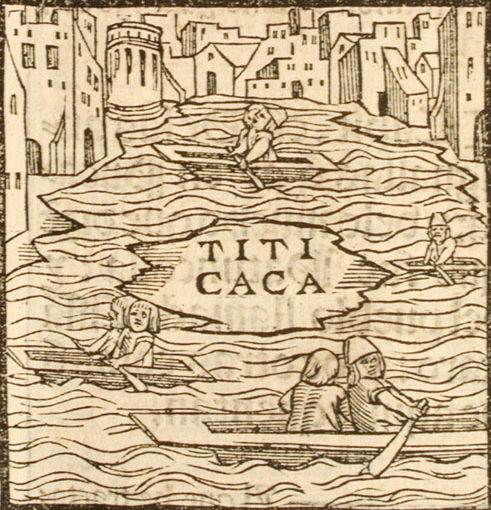
Перше зображення озера Тітікака.

## «Хроніка Перу»

### Історія назви
Як зазначив дослідник Матікорена, назвою всього твору мало стати «Historia de la tierra del Per» (Історія землі Перу), як випливало з контракту, укладеного автором з видавництвом з приводу випуску першої частини, але в процесі видання вся книга отримувала назву Crnica del Per. Це ж назва наведено в Пролозі Першої частини.

### Автор
Влучно названий «провідним хроністом Індій» Педро Сьєса де Леон ділить цю першість з капітаном доном Ґонсало Фернандесом де Овьєдо-і-Вальдесом, який, «двічі перетнувши Океан, після титанічних випробувань і праць доніс, як написав дон Хуліо Дехадор, до „Іспанії і до всієї Європи природні чудеса Америки, історію Конкісти, а також наміри і інтереси тих, хто довів її до кінця“».
За своє коротке життя він написав розлогий твір, що є фундаментальним у питанні вивчення історії Південної Америки.

## Збір відомостей для Хроніки
Будучи одночасно солдатом, мандрівником, священиком і вченим, Сьєса де Леон намагався ґрунтовно довідатися про будь-яку подію, використовуючи не тільки документи, а й власні спостереження і опитування місцевого населення. При цьому практично завжди він наводив різні точки зору (як простонародні думки, так і знання фахівців своєї справи), або одну, якщо вона була більш достовірною, — все це ставить роботу Сьєса де Леона в особливий ряд книг, що заслуговують довіри і є цінним джерелом для сучасних вчених.
Автора, якого відрізняв розмірений і вивірений ритм розповіді, можна вважати чудовим оповідачем, з ясно вираженим критичним методом, коли він, не вагаючись, заявляє про беззаконня, що творилися іспанцями по відношенню до індіанців. Він же оспівує цивільне, релігійне і військове мистецтво Імперії інків.
|                                                                 | По правді кажучи, мало народів у світі, по-моєму, мали краще правління, ніж у Інків. |
| — Сьєса де Леон, Педро. Хроніка Перу. Частина Перша. Глава LXI. |                                                                                      |

Сьєса не володів місцевими індіанськими мовами, хоча і знав багато слів, але в нього були чудові помічники і порадники в цьому питанні, наприклад, чернець Домінго де Санто Томас (склав першу граматику, а також словник мови кечуа).
Його роботи вважаються «найбільш оригінальними і найбільш важливими про Америку, з коли-небудь написаних в іспанській історіографії, твір автора особливого, плідного, вченого і невтомного спостерігача».
У той же час Сьєсу де Леона інший хроніст — Педро Пісарро, який опублікував свою хроніку через 20 років після Сьєси, звинувачував у тому, що той займався збором інформації в осіб, які, бажаючи потрапити в хроніку, платили по 200–300 дукатів, а також, що Сьєса не на власні очі бачив, що відбувається, а тільки дізнавався з вуст інших людей; оскільки, як додав Педро Пісарро «по-правді, я не знаю того, щоб він був з тих перших, що прийшли в це королівство …».

## Перша публікація
Книга, опублікована в Севільї у видавництві Мартіна Монтеса де Ока (іноді: Мартін де Монтесдеока) в кількості 1050 або 1100 примірників, носить назву, яка пояснює, про що в ній піде мова:
Перша частина Хроніки Перу, що розповідає про встановлення кордонів провінцій: їх опис; про закладення нових міст; про традиції і звичаї індіанців, і про інші гідні згадки речі. Виконана Педро де Сьєса де Леоном, жителем Севільї. 1553
У виданні є вигравірувані ініціали, гравюри і вставлені віньєтки.

## Структура Хроніки
Сама «Хроніка Перу», чудово спланована і структурована, складається з чотирьох частин.

### Перша частина, 1553
Перша частина Хроніки складається із загального географічного огляду, опису звичаїв індіанців і про заснування іспанцями міст в Перу, Попайяне, Чаркасе і Чилі.
У свою чергу Перша частина ділиться на:
- Титульний аркуш.
- Сторінка, написана принцом Філіпом та підписана Хуаном Васкесом.
- Точно така ж сторінка (тобто повторюється двічі, але текст за розміром не однаковий).
- Посвячення принцу Філіпу.
- Передмова автора (пролог) — у ньому наводиться короткий зміст книги, а також приведено поділ книги на частини і подані назви всіх книг і частин.
- Зміст Першої частини (перелік 121 глав).
- Список помилок і помилок, виявлених у виданні.
- Текст, що складається з 121 голови. У кінці тексту наведена інформація про видавця («надруковано в Севільї в будинку Мартіна де Монтесдока») та датою видання («15 березня 1553»).

Про поширення Першої частини «Хроніки Перу» відомо із заповіту Сьєси: в Медіна-дель-Кампо Хуан де Еспіноса продав сто тридцять екземплярів, в Толедо тридцять — Хуан Санчес де Андраде, і вісім — Дієго Гутієррес з Лос-Ріос-де-Кордоба. Хуан де Касаль із Севільї підрядився продати більше ста екземплярів. Книги були відправлені також в Гондурас і на Санто-Домінго.

### Друга частина, 1554 [1877] рік
Друга частина Хроніки Перу: «про панування Інків Юпнаків (!) [замість Юпангів]», у всіх наступних виданнях мала назву «Про панування Інків Юпанкі» (Мадрид, 1877) — фундаментальна хроніка про період правління Інків в Перу. Майже вся ця частина, як пізніше зауважив відомий історик Марко Хіменес де ла Еспада, «була по-шахрайському привласнена одним з наших найвідоміших хроністів: літературний злочин, що призвів тих наслідків, що скромний і працьовитий солдат, конкістадор і мандрівник з перших, хто обійшов всю країну, яку описав і вник в усі події, про що розповів у своїй чудовій роботі, який першим, ніж будь-хто інший зумів зрозуміти і впорядкувати загадкові літописи часів, що передують Конкісті, виявився підміненим тим, хто досі мав пальму першості серед тих, хто писав про перуанські старожитності, Інкою Ґарсіласо де ла Веґа для складання його власних Справжніх коментарів».
Про «Панування інків» Рауль Поррас Барренечеа сказав: «Захоплює, як у таку бурхливу пору, якою були роки з 1548 по 1550, коли Сьєса знаходився в Перу, він зміг написати роботу настільки ґрунтовну, так надійно і достовірно документовану, і такої зрілості, про історію і установлення інків. Історія інків народилася дорослою у Сьєси. Ніхто не може заперечувати його першість щодо інкської держави. Історія кастильського хроніста одразу ввела інків у всесвітню історію».
Ця частина не була видана за життя автора, і як зазначив Сьєса у своєму заповіті: «Також наказую, щоб іншу книгу, написану мною, яка містить хроніку про інків і про тих, хто відкрив і завоював Перу, що якщо хтось із моїх душоприказників захоче її видати, то нехай візьме її і скористається нею, і отримає вигоду від видання, а якщо вони не захочуть цього, то наказую, щоб її відправили єпископові Чіапа[са] до двору, і віддали її йому із зобов'язанням, щоб він видав її». З невідомих причин єпископ Чіапаса Бартоломе де Лас Касас не зацікавився рукописами Сьєси, після чого вони зникають надовго. Відомо тільки, що рукописи деякий час знаходилися в інквізитора Севільї Андреса Гаско, а потім у королівського хроніста Хуана Паеса де Кастро.

#### Рукопис бібліотеки Ескоріал
Рукопис другої частини книги в XIX столітті зберігався в бібліотеці Ескоріала, і був виданий в 1877 році. У ньому були відсутні кілька глав: перша, друга, більша частина третьої, частина п'ятдесят четвертому (?), і, можливо, п'ятдесят п'ятої.

#### Рукопис бібліотеки Ватикану
Інший рукопис Другої частини Хроніки виявила в 1980-х роках дослідниця Франческа Канту в Апостольській Бібліотеці Ватикану. У Ватиканській рукописи, на першому аркуші тексту, що належить до Другої Частини, не вистачає правої верхньої чверті і, отже, нумерації. Слід зазначити, однак, що наступний лист пронумерований як аркуш 3. У такому випадку, єдиним, відсутньою є лист 1. Покладаючись на середню величину глав Другий Частини, можна було б стверджувати, що глава, з якої утворюється частина великого фрагмента, відповідного лист 2 r.-v. [Лицьова і оборотна сторони], не буде ні головою I, ні главою III, згідно з нумерацією, яку дає Маркос Хіменес де ла Еспада виходячи з того факту, що у главі C [тобто сотої] з Першої частини, Сьєса написав: «Багато з цих індіанців розповідають, як вони почули від своїх старих, що в давні часи був великий потоп і [був він] таким, яким я його описую в третьому розділі Другий Частини. І вони пояснюють, що їх предки з сивої давнини, про чиє походження вони розповідають стільки всяких слів і байок, [і] якщо вони такі, то я неодмінно хочу зупинитися і написати про це, тому що одні кажуть, що вони вийшли з джерела, інших — зі скелі, інші — з озер». Все ж таки можна було б подумати як про правдоподібною помилку при друку (там, де друкар може прочитати «третій» замість «перший») або лише приблизною (або плутаною) цитату самого Сьєси, який у своїй Першої Частини, у розділі LXIII написав: «хоча я багато поусердствовал над цим і розмовляв з мужами вченими і допитливими, я не зміг дізнатися про походження цих [або ж Індіанців Перу] або їх початку, […] хоча у Другій Частини, в першому розділі, я пишу про те, що зміг таки про це дізнатися». Ватиканська рукопис, тим не менш, не дозволяє виявити абсолютну достовірність у зв'язку з цим (хоча є гіпотеза, що загубилися не цілих два розділи Другої Частини, а тільки фрагмент глави I).
У цій же рукописи відсутні два інших аркуша: лист 63 rv, і лист 64 rv. Текст, який відповідає цим двом листам, був відсутній також у копіях, що використовувалися Гонсалесом де ла Росою і Хіменесом де ла Еспада (тобто в рукописі Ескоріал), які у своїх відповідних виданнях переписали без послідовності фрагмент аркуша 65 r. після Глави LIV, ймовірно, неповної (див. лист 62 v). Аранібар за порадою Хіменеса де ла Еспада, що указував на очевидність проблеми, яку представляв у цьому місці текст Сьєси, дав фрагменту, відповідному листу 65 r., власну нумерацію і назву («Глава LV. Про те, як виступив з Куско Тупак Інга, і про перемогу, яка була здобута над кілки»). У зв'язку з чим у главі LIV або LV пропущені відомості про смерть Пачакуті Інги Юпангі.
Власником обох рукописів (Вітаканской і з Ескоріал) був, згідно з реєстрами бібліотек Хосе Санчо Район (Jos Sancho Rayn).
Копії другої частини також зберігаються в Академії Історії Мадрида і в Публічній Бібліотеці Нью-Йорка (Колекція Леннокса).

### Третя частина
Третя частина — велике оповідання, в якому описується «Відкриття і завоювання Перу», хоча збереглася тільки мала її частина, що стала відомою в 1946 завдяки Лімської газеті «El Mercurio Peruano» і досліднику Рафаелю Лоредо (Rafael Loredo), що виявив її в Бібліотеці Ескоріал (Мадрид, Іспанія), але не всі глави йому тоді вдалося видати, так само як і кілька років потому Кармело Саенс де Санта Марія (Carmelo Senz de Santa Mara). І лише в 1979 в Римі було вийшло у світ повне видання, коли Франческа Канту виявила нову рукопис у Ватиканській бібліотеці (очевидно, вона потрапила туди давно, коли особиста бібліотека королеви Швеції Христини була переправлена в Ватикан). Ця ж дослідниця підготувала повне зібрання творів Сьєси де Леона в Папському Католицькому Університеті в Перу.
Значну частину рукопису також включив у свою «Загальну Історію» Антоніо де Еррера-і-Тордесильяс, оскільки він займав посаду Головного хроніста Індій.
Деякі уривки третьої частини Хроніки були опубліковані Маркосом Хіменесом де ла Еспада в Relaciones Geogrficas de Indias (1897, том IV).

### Четверта частина
Четверта частина Хроніки: «Громадянські війни в Перу», найбільш велика. Вона ділиться на п'ять книг:
- «Війна в Салінас», про протистояння Франсиско Пісарро і Дієго де Альмагро, і закінчується його смертю.
- «Чупасская війна», яка коротко викладає останні роки життя Пісарро, правління Вака де Кастро і розгром Дієго де Альмагро «Молодшого».
- «Війна в Кіто», в якій розповідається про заколот енкомендеро під командуванням Гонсало Пісарро і смерть віце-короля Бласко Нуньєса Вела.

Ці три книги були видані в XIX столітті, і невідомо, чи закінчив автор дві останні:
- «Війна в Уаріно».
- «Війна в Хакіхагуана».

Рукописи двох останніх книг не знайдені. Можливо, передчасна смерть не дозволила йому їх закінчити, але це тільки припущення.

#### Рукописи Четвертої частини
Відома одна рукопис першої книги Четвертої частини — «Війна в Салінас», що знаходиться в бібліотеці Американського Іспанського Товариства (Hispanic Society of America). Інша рукопис у XX столітті зберігалася у маркіза де ла Фуенсанта дель Валье і у Хосе Санчо Району, редакторів видання la Coleccin de Documentos Inditos para la Historia de Espaa.
Рукопис другої книги «Чупасская війна» відноситься до XVI століття і зберігається в Бібліотеці Королівського Палацу в Мадриді.
«Війна в Кіто» відома у двох рукописах: одна — неповна — зберігається в Бібліотеці Королівського Палацу в Мадриді, інша — повна — в Hispanic Society of America. Сучасна копія також зберігається в Нью-Йоркській Публічній бібліотеці (Rich Collection).

### Два додатки до Хроніки
У Пролозі до Першої частини Хроніки Сьєса повідомляє, що склав також два коментарі до своєї книги:

Закінчивши з цими книгами, з яких складається четверта частина, я зробив два додавання: одне про справи, які трапилися в королівстві Перу після заснування аудієнції, і до моменту, коли президент покинув її. Друге — про його прибуття в [провінцію] Тьєррі-Фірмі. І про смерть чинить Контрерас (los Contreras) єпископу Нікарагуа, і як вони з «тиранічним» задумом увійшли в Панаму, награбували багато золота і срібла. І про битву, даного ним жителями Панами в околицях міста, де багатьох захопили і вбили, а інших віддали під суд. І як повернулися скарби. Завершую я [це друге додавання] описом заколотів в Куско і прихід маршала Алонсо де Альварадо, посланого сеньйорами оідорамі розправитися з ними. І про вступ в цьому королівстві на посаду віце-короля ясновельможного і вельми розважливого людини дона Антоніо де Мендоса (Antonio de Mendoςa).

    - Сьєса де Леон, Педро. Хроніка Перу. Частина Перша. Пролог автора.
Вважається, що він все ж не встиг написати цих коментарів, тому що в заповіті він згадав про необхідність зберігати протягом 15 років три книги Четвертої частини (вони ж відомі і зараз), але не повідомив про четвертою і п'ятою книгах Четвертої частини і двох поповнення.

## Видання

### Українське електронне видання російською мовою

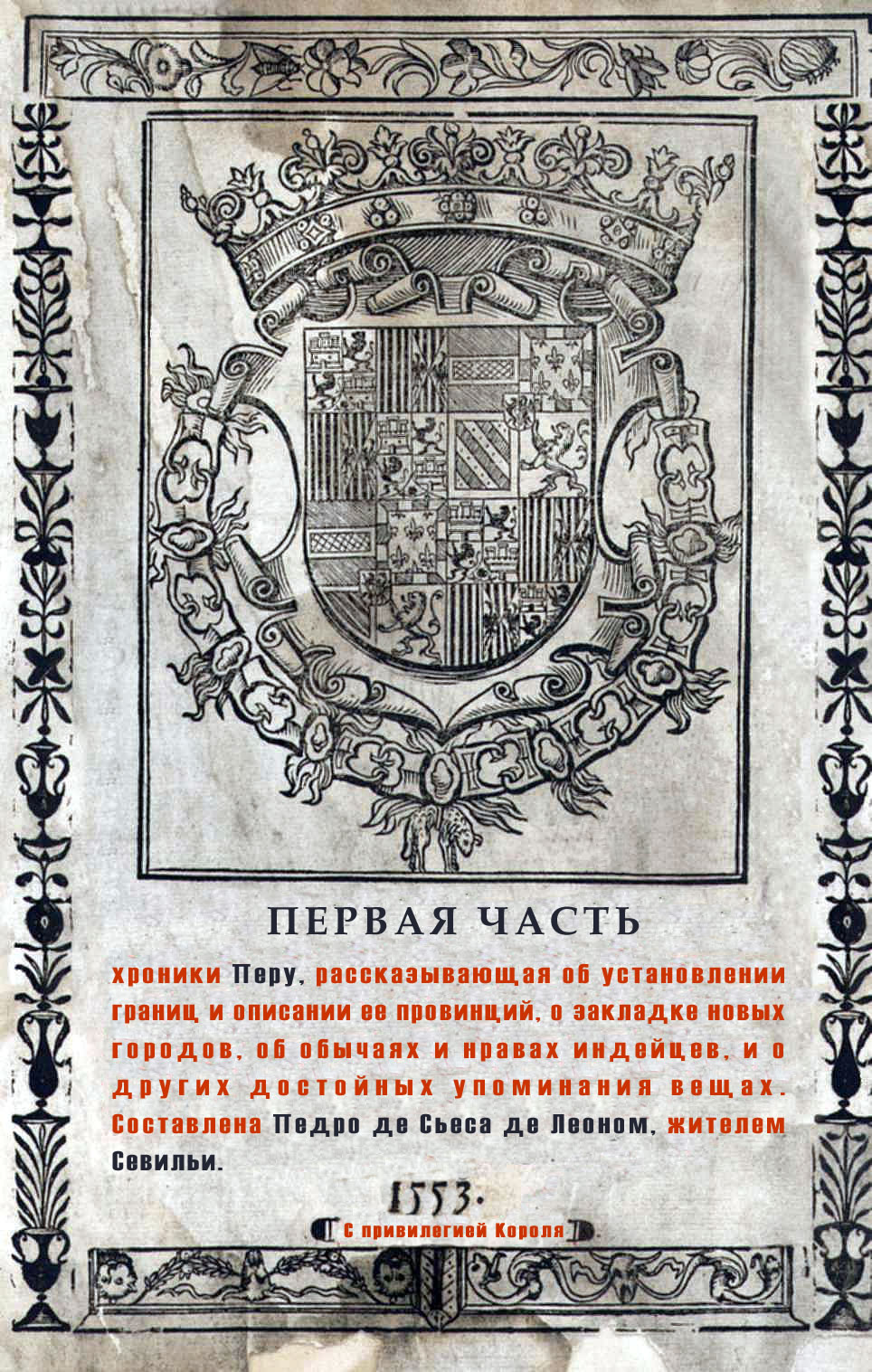
Титульний аркуш електронної версії українського видання (російською мовою) Першої частини «Хроніки Перу», 2008–2009.

- Педро де Сьеса де Леон. (24 липня 2008). Хроника Перу. Часть Первая. www.kuprienko.info. Архів оригіналу за 21 серпня 2011. Процитовано 27 вересня 2009.
- Педро де Сьеса де Леон. (14 січня 2009). Хроника Перу. Часть Вторая: Владычество Инков. www.kuprienko.info. Архів оригіналу за 21 серпня 2011. Процитовано 12 листопада 2009.

### Іншими мовами
Головні видання творів
- Parte primera de la Chrnica del Per. Que tracta la demarcacin de sus prouincias: la descripcin dellas. Las fundaciones de las nuevas ciudades, los ritos y costumbres de los Indios, y otras cosas estraas dignas de ser sabidas …, por Martn de Montesdoca, Sevilla, 1553.
- La Chrnica del Per nuevamente escrita por …, Martn Nucio, Amberes, 1554. Parte primera de la Chrnica del Per … Aadiose de nueuo la description y traga de todas las Indias, con una tabla alphabetica de las materias principales en ella contenidas … Juan Steelsio, Amberes [al fin, Impresso en Anvers por Iuan Lacio MDLIIII], 1554 .
- Parte primera de la Chrnica del Per … Por Juan Bellero, a la ensea del Salmn, Amberes [al fin: Impresso en Anvers por Iuan Lacio MDLIIII], 1554.
- La historia de los incas o Segunda parte de la Crnica del Per, versin y prlogo de Manuel Gonzlez de la Rosa, Kegan Paul, Trench, Trubner & Co., Londres [edicin que no lleg a circular; existen al menos dos ejemplares en pruebas, uno de ellos en la Biblioteca Nacional de Madrid, y otro en la de la Universidad de Yale], 1873.
- Segunda parte de La crnica del Per: que trata del seoro de los Incas yupanquis y de sus grandes hechos y gobernacin escrita por Pedro de Cieza de Len. Ed. y prl. de Marcos Jimnez de la Espada, Biblioteca Hispano-Ultramarina, la publica Marcos Jimnez de la Espada, Madrid, Imprenta Manuel Gins Hernndez, 1880, 279, 140 pp.
- Seoro de los Incas, ed. y est. prel. de Carlos Aranbar, Instituto de Estudios Peruanos, Lima, 1967.
- En Obras completas, ed. y est. de Carmelo Senz de Santa Mara, Consejo Superior de Investigaciones Cientficas, Instituto Gonzalo Fernndez de Oviedo, Madrid, 1984.
- Cronica del Per. Segunda parte, ed. prl. y notas de Francesca Cant, Pontificia Universidad Catlica del Per y Academia Nacional de la Historia, Lima, 1985.
- Pedro de Cieza de Leon e il «Descubrimiento y Conquista del Peru», ed. y est. prel. de Francesca Cant, Istituto Storico Italiano per l'et Moderna e Contemporanea, Roma, 1979.
- Cronica del Per. Tercera parte, ed. prl. y notas de Francesca Cant, Pontificia Universidad Catlica del Per y Academia Nacional de la Historia, Lima, 1987.
- Guerras civiles del Peru …, I. Guerra de las Salinas, publicada … conforme al manuscrito coetneo propiedad de los seores Marqus de la Fuensanta del Valle y D. Jos Sancho Rayn, Coleccin de Documentos Inditos para la Historia de Espaa, T., LXVIII, 1877.
- Tercero Libro de las Guerras Civiles del Peru, el cual se llama la Guerra de Quito …, ed. y est. prel. de Marcos Jimnez de la Espada, Biblioteca HispanoUltramarina, Madrid [edicin incompleta, slo considera 53 captulos provenientes del manuscrito incompleto existente en la Biblioteca de Palacio Real de Madrid], 1877.
- Guerras civiles del Per … II. Guerra de Chupas, publicada … conforme al manuscrito coetneo propiedad de los seores Marqus de la Fuensanta del Valle y D. Jos Sancho Rayn, Coleccin de Documentos Inditos para la Historia de Espaa, T. LXXVI, Madrid, 1881.
- Guerra de Quito …, ed. de M. Serrano y Sanz, Nueva Biblioteca de Autores Espaoles, T. 15, Madrid, 1909.
- Cronica del Per. Cuarta parte, vol. I., Guerra de las Salinas, ed. y est. prel. de Pedro Gubovich, Pontificia Universidad Catlica del Per y Academia Nacional de la Historia, Lima, 1991.
- Cronica del Per. Cuarta parte, vol. II, Guerra de Chupas, ed. y est. prel de Gabriela Benavides de Rivero, Pontificia Universidad Catlica del Per y Academia Nacional de la Historia, Lima, 1994.
- Cronica del Per. Cuarta parte, vol. III, Guerra de Quito, edicin y est. prel. de Laura Gutirrez Arbul, Pontificia Universidad Catlica del Per y Academia Nacional de la Historia, Lima, 1994.
- Cieza de Leon, Pedro. Descubrimiento y conquista del Per. Edicin de Carmelo Senz de Santa Mara. Madrid: Dastin Historia, 2000.